# Route nationale 23 (Suède)
Pour les articles homonymes, voir Route nationale 23.
La route nationale 23 (en suédois : Riksväg 23) est une route nationale entre  Malmö et Linköping en Suède.

## Présentation
La route nationale 23 traverse les comtés de Scanie, de Kronoberg, de Kalmar et d'Östergötland.
La route part de Malmö sur tronçon d'environ 32 km commun avec la route européenne 22, elle traverse la ville universitaire de Lund au nord-est, puis Höör, où elle croise la route nationale 13, et Hässleholm où se croise la route nationale 21, puis à un tronçon commun avec la route nationale 19 du nord de Broby jusqu'à Osby.
À  Osby, elle croise la Riksväg route nationale 15. 
Ensuite elle entre dans le province de Småland à Älmhult et continue jusqu'à Växjö, où se croisent la route nationale 25 et la route nationale 27. 
La route partage le tronçon suivant avec la route nationale 37 à l'intersection avec la route nationale 31 près de Norrhult et Åseda. 
Un peu à l'est d'Åseda les routes bifurquent, la route nationale  23 continue vers le nord-est via Virserum (en) jusqu'à Målilla (en) où elle croise la route nationale 47.
La route nationale 23 continue vers le nord avec la route nationale 34, à  Hultsfred, elle croise la route régionale 129, et à Vimmerby, elle croise la route nationale 40. 
Entre Vimmerby et Kisa, la route atteint le comté d'Östergötland. 
À Kisa, elle croise la route régionale 134. 
Elle traverse Rimforsa puis continue jusqu'à Linköping, croise la route nationale 35 et se termine en rencontrant la route européenne 4.
La longueur de la route, y compris les tronçons partagés avec d'autres routes principales, est d'environ 407 km.

## Tracé
| Km                   | Lieu            | Carte interactive |
| Comté de Scanie      | Comté de Scanie |                   |
| -------------------- | --------------- | ----------------- |
|                      | Malmö           |                   |
|                      | Burlöv          |                   |
|                      | Staffanstorp    |                   |
|                      | Lund            |                   |
|                      | Eslöv           |                   |
|                      | Höör            |                   |
|                      | Hässleholm      |                   |
|                      | Östra Göinge    |                   |
|                      | Osby            |                   |
| Comté de Kronoberg   |                 |                   |
|                      | Älmhult         |                   |
|                      | Alvesta         |                   |
|                      | Växjö           |                   |
|                      | Uppvidinge      |                   |
| Comté de Kalmar      |                 |                   |
|                      | Hultsfred       |                   |
|                      | Vimmerby        |                   |
| Comté d'Östergötland |                 |                   |
|                      | Kinda           |                   |
|                      | Linköping       |                   |